# Rosa Liste München
La Liste Rose München est un parti politique implanté à Munich qui défend les droits de la communauté LGBT.
La liste participe pour la première fois aux élections municipales en 1990, en récoltant 1,0 % des voix Ce n'est toute qu'en 1996, qu'elle obtient un siège au conseil municipal de Munich, qu'elle conserve depuis lors. De 1996 à 2014, elle participe à la coalition municipale aux côtés du Parti social-démocrate d'Allemagne et d'Alliance 90 / Les Verts.
Elle occupe également deux sièges au conseil du conseil d'arrondissement de Ludwigsvorstadt-Isarvorstadt